# 伊達武四郎
伊達 武四郎（だて たけしろう、1868年9月28日（明治元年8月13日） - 1908年（明治41年）7月25日）は、日本の政治家、衆議院議員（2期）。

## 経歴
宇和島藩の最後の藩主である伊達宗徳の四男として生まれる。母は平戸藩最後の藩主の松浦詮の娘。ドイツに留学し、ベルリン大学とライプチヒ大学で学び、ドクトル・ユーリスの学位を受ける。次いでイギリスへ留学する。
帰国後の1902年の第7回衆議院議員総選挙において愛媛県郡部から壬寅会公認で立候補してトップ当選する。つづく1903年の第8回衆議院議員総選挙では無所属で立候補して再選。衆議院議員を2期務め、1904年の第9回衆議院議員総選挙は不出馬。1908年に死去した。